# Crossopetalum cristalense
Crossopetalum cristalense là một loài thực vật có hoa trong họ Dây gối. Loài này được Borhidi mô tả khoa học đầu tiên năm 1976.